# Lewis MacDougall
Lewis MacDougall (5 de junho de 2002) é um ator britânico.

## Filmografia
| Ano  | Título                 | Papel          |
| ---- | ---------------------- | -------------- |
| 2015 | Pan                    | Nibs           |
| 2016 | A Monster Calls        | Conor O'Malley |
| 2017 | Boundaries             | Henry          |
| 2017 | The Belly of the Whale | Joey Moody     |

## Prêmios e indicações
| Ano  | Premiação                            | Categoria           | Indicação       | Resultado | R.    |
| ---- | ------------------------------------ | ------------------- | --------------- | --------- | ----- |
| 2017 | Evening Standard British Film Awards | Revelação do ano    | A Monster Calls | Pendente  | [ 2 ] |
| 2017 | Premios Feroz                        | Melhor ator         | A Monster Calls | Pendente  | [ 3 ] |
| 2017 | Critics' Choice Movie Awards         | Melhor ator juveniç | A Monster Calls | Indicado  | [ 4 ] |